# 翁-埃尔日
翁-埃尔日（法語：Hon-Hergies，法語發音：[ɔ̃ ɛʁʒi]）是法国上法蘭西大區北部省的一个市镇，属于埃尔普河畔阿韦讷区。该市镇由翁（Hon）和埃尔日（Hergies）两个村庄组成。

## 地理
翁-埃尔日（50°19'33"N, 3°49'9"E）面积11.02 平方千米，位于法国上法蘭西大區北部省，该省份为法国最北部的省份及最长的省份，西北濒北海，西接加来海峡省，南至埃纳省和索姆省，东与比利时接壤。
与翁-埃尔日接壤的市镇（或旧市镇、城区）包括：泰尼耶尔叙翁、乌丹莱巴韦、杜尔、弗拉默里、奥内勒。
翁-埃尔日的时区为UTC+01:00、UTC+02:00（夏令时）。

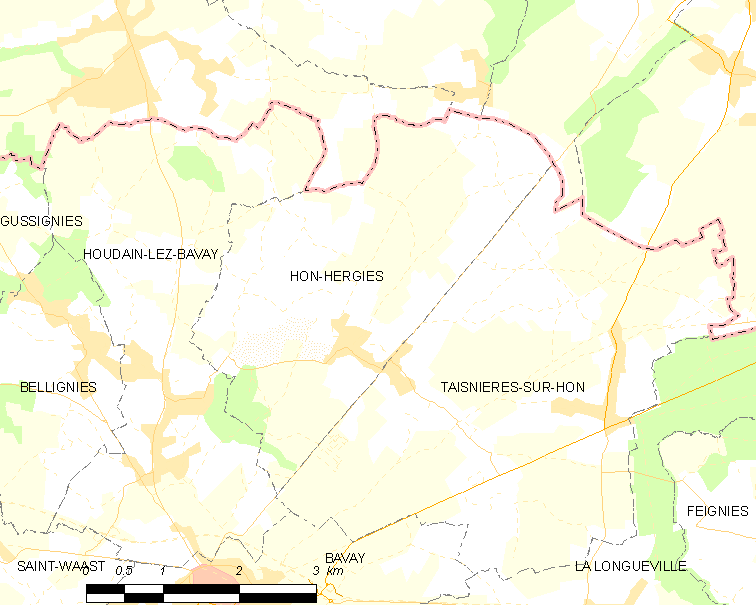
翁-埃尔日的OSM定位图

## 行政
翁-埃尔日的邮政编码为59570，INSEE市镇编码为59310。

## 政治
翁-埃尔日所属的省级选区为欧努瓦-艾姆里县。

## 人口

1962-2008年间翁-埃尔日人口变化图示

翁-埃尔日于2022年1月1日时的人口数量为879人。